# Dadu (Taizhong)
Dadu (chiń. upr. 大肚区; chiń. trad. 大肚區; pinyin Dàdù qū; Wade-Giles Ta-tu ch’ü) – dzielnica (chiń. 區, qū) w rejonie nadmorskim miasta wydzielonego Taizhong na Tajwanie. 
23 czerwca 2009 komitet przy Ministrze Spraw Wewnętrznych Republiki Chińskiej zarekomendował scalenie dotychczasowego powiatu Taizhong (chiń. trad. 臺中縣; pinyin Táizhōng xiàn) i miasta Taizhong (chiń. trad. 臺中市; pinyin Táizhōng xiàn) w miasto wydzielone (chiń. 直轄市, zhíxiáshì); wszystkie gminy wiejskie (chiń. 鄉, xiāng), jak Dadu, miejskie oraz miasta wchodzące w skład powiatu zostały przekształcone w dzielnice (chiń. 區, qū). Ustawa weszła w życie 25 grudnia 2010 roku.
Populacja dzielnicy Dadu w 2016 roku liczyła 57 207 mieszkańców – 27 991 kobiet i 29 216 mężczyzn. Liczba gospodarstw domowych wynosiła 17 450, co oznacza, że w jednym gospodarstwie zamieszkiwało średnio 3,28 osób.

## Demografia (2011–2016)
| Rok  | Liczba ludności | Gęstość zaludnienia | Kobiety | Mężczyźni | Gospodarstwa domowe |
| ---- | --------------- | ------------------- | ------- | --------- | ------------------- |
| 2011 | 55 739          | 1506                | 27 143  | 28 596    | 16 052              |
| 2012 | 55 863          | 1509                | 27 229  | 28 634    | 16 254              |
| 2013 | 55 995          | 1513                | 27 306  | 28 689    | 16 463              |
| 2014 | 56 364          | 1523                | 27 497  | 28 867    | 16 677              |
| 2015 | 56 627          | 1530                | 27 616  | 29 011    | 17 020              |
| 2016 | 57 207          | 1546                | 27 991  | 29 216    | 17 450              |